# سیارک ۴۸۴۳۴
سیارک ۴۸۴۳۴ (به انگلیسی: 48434 Maxbeckmann، نامگذاری:1989UN7) چهل و هشت هزار و چهارصد و سی و چهارمین سیارک کشف شده‌است که در ۲۳ اکتبر ۱۹۸۹ کشف شد.